# Strombus sinuatus
Strombus sinuatus is een soort van zeeslakken uit het geslacht Strombus. De soort komt vooral voor in de Grote Oceaan.